# Bodnár László (labdarúgó, 1959)
Bodnár László (Bánszállás, 1959. március 5. –) válogatott labdarúgó, kapus.

## Pályafutása

### Klubcsapatban
1973-ban Bánszálláson kezdte a labdarúgást. 1975-ben a DVTK ifjúsági csapatához került. Egy év múlva már a Leninvárosi MTK első csapatának kapusa volt. 1977-ben az Újpesti Dózsa színeiben az élvonalban is bemutatkozott és a bajnok csapat tagja volt. 1979 és 1992 között a Pécsi MSC labdarúgója volt, ahol a csapattal második lett a bajnokságban az 1985–86-os idényben. 1992-ben a német Union Berlinhez szerződött, de még ez évben hazatért és ősszel a BVSC együttesében játszott, majd tavasszal az Újpesti TE-ben. 1977 és 1993 között 241 bajnoki mérkőzésen védett. 1986 augusztusa és októbere között 732 percen keresztül nem kapott gólt NB I-es mérkőzésen, mellyel magyar csúcstartó. Ezenkivül volt egy 649 perces góltalansági sorozata is.

### A válogatottban
1990-ben 1 alkalommal szerepelt a válogatottban.

## Sikerei, díjai
- Magyar bajnokság
  - bajnok: 1977–78
  - 2.: 1985–86
  - 3.: 1990–91
- Magyar kupa
  - győztes: 1990
  - döntős: 1987

## Statisztika

### Mérkőzései a válogatottban
| Magyarország | Magyarország    | Magyarország                | Magyarország | Magyarország | Magyarország | Magyarország | Magyarország | Magyarország |
| #            | Dátum           | Helyszín                    | Hazai        | Eredmény     | Vendég       | Kiírás       | Gólok        | Esemény      |
| ------------ | --------------- | --------------------------- | ------------ | ------------ | ------------ | ------------ | ------------ | ------------ |
| 1.           | 1990. június 2. | Budapest, Fáy utcai Stadion | Magyarország | 3 – 1        | Kolumbia     | barátságos   | -            | 46'          |
|              | Összesen        |                             |              | 1            | mérkőzés     |              | 0            | gól          |